# Latipalpus fujiokai
Latipalpus fujiokai är en skalbaggsart som beskrevs av Takashi Itoh 1999. Latipalpus fujiokai ingår i släktet Latipalpus och familjen Melolonthidae. Inga underarter finns listade i Catalogue of Life.